# شوق‌آباد (تویسرکان)
شوق‌آباد (تویسرکان)، روستایی از توابع بخش مرکزی شهرستان تویسرکان در استان همدان ایران است.

## جمعیت
این روستا در دهستان سیدشهاب قرار دارد و براساس سرشماری مرکز آمار ایران در سال ۱۳۹۵، جمعیت آن ۱۹۷ نفر (۵۹ خانوار) بوده‌است.